# Буровугільні родовища Вінницької області
Буровугільні родовища Вінницької області
На території області виявлено декілька родовищ бурого вугілля, сумарні запаси яких становлять близько 50 млн тонн. Ці родовища належать до відомого Дніпровського буровугільного басейну і розташовані на його північно-західній околиці. Найбільші й найбільш вивчені Оратівське і Бруслинівське родовища. Оратівське — детально розвідано, однак більша його частина знаходиться на території сусідньої Черкаської області.
Бруслинівське буровугільне родовище розташоване між селами Бруслинів Літинського, Кам'яногірка і Гущенці Калинівського району. Пласти бурого вугілля залягають на глибині від 20 до 76 м. Їх потужність від часток метра до 6 м і більше. Часто пласти розділені на кілька шарів. Залягання пластів — горизонтальне. Вугілля перекрите піщано-глинистими породами. Середня потужність пласта в контурі підрахунку запасів — 3,7 м. Середня глибина залягання — 41 м. Розвідані по категорії С1 балансові запаси родовища (враховувалися тільки пласти потужністю понад 1,0 м) — понад 16 млн тонн.
На північний захід від Бруслинівського родовища, на території Хмельницького розташовані Філіопольське і Краснопільске родовища з балансовими запасами відповідно понад 4 і близько 3 млн тонн.
Балабанівське і Краснопільківське родовища, що знаходяться в Оратівському та Гайсинському районах, менш вивчені.
Буре вугілля з родовищ Вінниччини за складом і умовами залягання близьке до вугілля більшості родовищ Дніпровського буровугільного басейну, багато з яких розробляються відкритим і підземним способами. Зольність вугілля лежить у межах 18—30 %, теплота згоряння на горючу масу — 5000—6000 ккал/кг. Вугілля містить до 10 % бітумів і до 20—25 % смоли, добре брикетується. Буре вугілля придатне як для енергетичних цілей, так і для переробки методами напівкоксування, гідрогенізації (переробки на рідке паливо і масла), екстрагування, а також для отримання ряду цінних хімічних продуктів.
Родовища бурого вугілля Вінниччини, за потужністю вугільних пластів і особливо за запасами палива, поступаються кращим родовищам Дніпровського басейну. Відсутність значного інтересу до цих родовищ перш за все пов'язано з наявністю в Україні великих запасів бурого вугілля (близько 3 млрд тонн) і значної кількості родовищ з кращими показниками.